# Udaijin
Udaijin (jap. 右大臣; historische Kun-Lesungen Migi no Ohoimauchigimi, Migi no Otodo; dt. „Kanzler zur Rechten“) war ein japanisches Regierungsamt aus der Nara- und Heian-Zeit. Es wurde zu Beginn des 8. Jahrhunderts als Teil der weltlichen Verwaltungsstruktur des Daijō-kan im Taihō-Kodex festgeschrieben.
Der Udaijin stand als Staatsminister hinter dem Sadaijin („Kanzler zur Linken“). Er stand somit auf dem dritten Rang im Daijō-kan und war die de facto zweithöchste Verwaltungsposition, da der formal an der Spitze stehende Daijō Daijin („Großkanzler“) meist als Ehrentitel besetzt wurde. Bis zum Ende des 12. Jahrhunderts verlor der Udaijin ebenso wie das gesamte Daijō-kan weitgehend an Einfluss und wurde ein zeremonieller Titel am Hof.
Nach der Meiji-Restauration wurde 1869 das Daijō-kan für kurze Zeit als Regierungssystem wiederbelebt, bevor es 1885 durch das nach westlichen Vorbildern geschaffene Kabinett ersetzt und endgültig abgeschafft wurde. Der letzte Udaijin war Iwakura Tomomi.